# Frauentor (Augsburg)

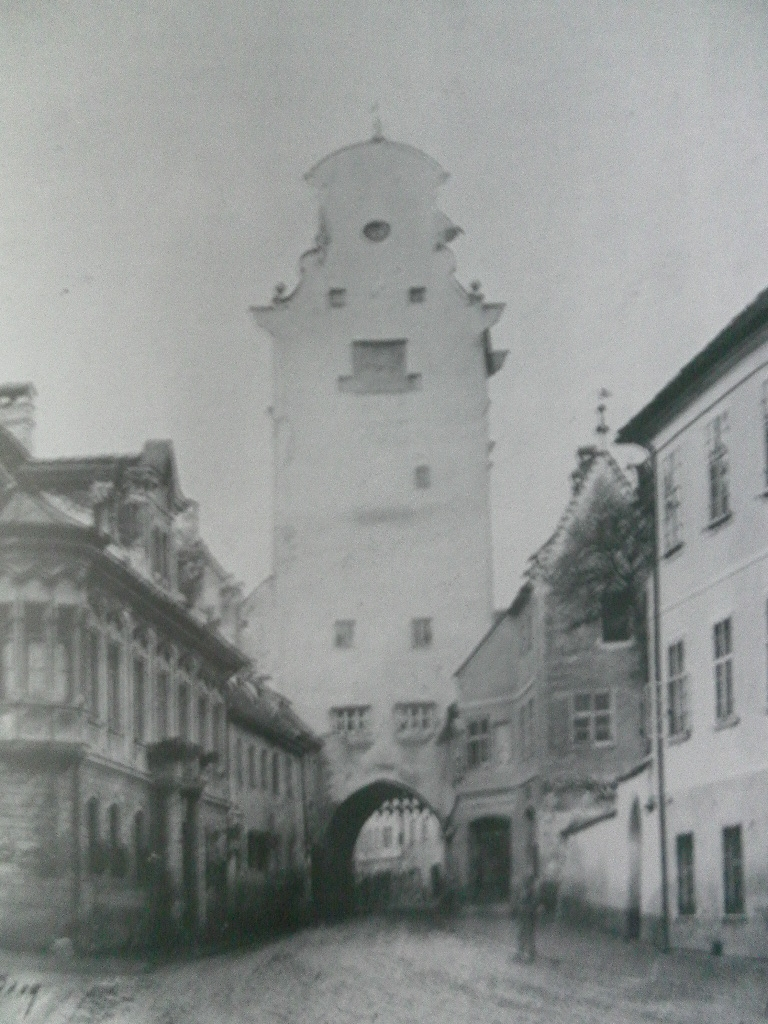
Das seiner Dekoration beraubte Frauentor (Fotografie 1881)

Das Frauentor (ehemals Tor zu unserer lieben Frau) war ein Stadttor der inneren Stadtumwallung (Bischofsmauer) in Augsburg. Es befand sich in ungefähr 140 Meter Entfernung (Luftlinie) nördlich des Augsburger Doms in der heutigen Frauentorstraße und trennte die Bischofsstadt vom Georgsviertel.

## Geschichte
1143 erstmals erwähnt, diente das Tor zum Schutz der Bischofsstadt. 1247 wurde es mit einem neuen Turm versehen und dieser im Jahr 1457 um zwei Stockwerke erhöht. 1611 erfolgte eine Erneuerung durch den Stadtbaumeister Elias Holl. Zu dieser Zeit wurde die Fassade auch mit Fresken vom Stadtmaler und Bürgermeister Matthias Kager versehen. Aufgrund der stark beengten Platzverhältnisse und des schmalen Torbogens wurde das Frauentor zwischen 1884 und 1885 trotz Bürgerproteste abgebrochen. Daran erinnert noch der Straßenname: Frauentorstraße.
Im Mai 1885 wurde zunächst die Turmglocke mitsamt ihrem schmiedeeisernen Glockenstuhl abgenommen. Die Glocke trug die Aufschrift "Maria Hilf" und "Jakob Ambros Meister 1483". Glocke und Glockenstuhl standen für viele Jahre im Hof des Maximilianmuseums. 1930 kam die Glocke in den Turm des neuen Stadtmarkts, wo sie 1944 durch Bombardierung zerstört wurde.
Der Abbruch wurde bereits im Jahr 1854 diskutiert, der Wert des Tores auf 1860 Gulden geschätzt, um es für einen Abriss ankaufen zu können. Zu diesem Zeitpunkt waren die Fresken von Matthias Kager schon verwittert.
Das Abbruchmaterial des Tores wurde zum Gelände der Stadtgärtnerei an der Rosenaustraße (später Stadtgarten) transportiert und diente dort als Tragschicht für die neuen Parkwege. 1885 sollte dort die Schwäbische Kreisausstellung stattfinden.
Unmittelbar am Frauentor wohnte und arbeitete in Litera C 57a (heute Frauentorstraße Nr. 8/Ecke Mittleres Pfaffengässchen) einer von Augsburgs bedeutendsten Klavierbauern, Christian Then, der 1851 mit mindestens einem Klavier vom Magistrat der Stadt Augsburg zur Welt- bzw. Industrieausstellung – der Great Exhibition – nach London geschickt wurde. Dessen Tochter Viktoria Katharina (Käthchen) Then (1837–1905) war hervorragende Pianistin und Schülerin von Clara Schumann. Letztere übernachtete erhaltenen Briefen nach offenbar im Thenschen Haus während ihrer Tournee Ende 1857, zu der sie mehrere Konzerte im großen Apollosaal der nicht mehr erhaltenen Goldenen Traube am heutigen Moritzplatz gab. Sie spielte dort einen Thenschen Flügel.